# Nghĩa trang Trung tâm Žale
Nghĩa trang Trung tâm Žale (tiếng Slovene: Centralno pokopališče Žale) thường được gọi đơn giản là Žale là nghĩa trang lớn nhất của Slovenia. Nó nằm ở quận Bežigrad, trung tâm thủ đô Ljubljana.

## Lịch sử
Nghĩa trang được xây dựng vào năm 1906 phía sau nhà thờ Thánh Giá. Người đầu tiên được chôn cất tại đây là linh mục Martin Malenšek vào ngày 3 tháng 5 năm 1906. Trong Chiến tranh thế giới lần thứ nhất, nhiều binh lính đã ngã xuống của tất cả các bên đã được chôn cất tại Žale, tuy nhiên họ đều là người Công giáo Rôma, những người còn lại theo đạo Tin Lành, Do Thái và Hồi giáo được chôn cất tại Navje. Năm 1923, chính quyền cho phép người Do Thái và Hồi giáo cũng được chôn cất ở Žale, nhưng chỉ giới hạn ở phía bên ngoài của bức tường nghĩa trang.
Năm 1923, khu mới của nghĩa trang (khu B) được mở cửa. Nghĩa trang quân đội Ý được sắp xếp tại đó và nhiều binh sĩ Ý được cải táng tại khu cũ chuyển sang. Cùng năm, khu nghĩa trang của người Do Thái được sắp xếp, tuy nhiên nó bị ngăn cách với khu nghĩa trang chính bằng một hàng rào. Năm 1939, khu để bình hài cốt của những nạn nhân trong Thế chiến thứ nhất được xây dựng bởi kiến trúc sư Edvard Ravnikar là nơi chôn cất 5.258 nạn nhân của cuộc chiến này cũng như các cuộc xung đột liên quan sau đó.
Với sự phát triển của Ljubljana, nhu cầu về nơi chôn cất cũng tăng lên. Vào những năm 1930, Žale được tuyên bố là nghĩa trang trung tâm của Ljubljana và việc lập kế hoạch nhằm mở rộng nó được diễn ra. Khi các kế hoạch của kiến trúc sư Ivo Spinčič không làm hài lòng các nhà chức trách thì vào năm 1936, một thiết kế mới từ kiến trúc sư Jože Plečnik đã được ủy quyền xây dựng. Phần mới có tên là Nghĩa trang Plečnik Žale được hoàn thành vào năm 1942. Đây là một công trình kiến trúc đặc biệt với lối vào hoành tráng với vòm lớn, các nhà nguyện và một số công trình phụ trợ. Cho đến năm 1968 thì chỉ có địa táng nhưng sau đó thì một nhà thiêu được xây dựng cùng với các nhà lưu giữ tro cốt. Năm 1974, khu C của nghĩa trang được mở rộng. Đó là thiết kế của kiến trúc sư Peter Kerševan. Năm 1988, khu D do kiến trúc sư Marko Mušič thiết kế được khánh thành.
Tính đến năm 2008, nghĩa trang nầy có tổng diện tích 375.000 mét vuông, bao gồm các khu A, B và C nằm ở phía đông của phố Tomačevo và khu D nằm ở phía tây. Khu thứ năm của nghĩa trang là Plečnik Žale không sử dụng chôn cất mà là khu vực dành cho hoạt động nghi lễ trước khi an táng và liên quan khác. Toàn bộ nghĩa trang này đã được xếp hạng là Di tích văn hóa của Slovenia. Đây là nơi an táng của hơn 150.000 người, trong đó có khoảng 2.000 người nổi tiếng.

## Những người đáng chú ý
Khoảng 2.000 người nổi tiếng được chôn cất tại nghĩa trang Žale, đáng chú ý nhất bao gồm:
- Fran Albreht, tác giả, chính trị gia
- Vera Albreht, nhà thơ
- Vladimir Bartol, nhà văn
- Katja Boh, nhà xã hội học, chính trị gia và nhà ngoại giao
- Ivan Cankar, tác giả và nhà hoạt động chính trị
- Fran Saleški Finžgar, nhà văn và linh mục
- Rihard Jakopič, họa sĩ
- Davorin Jenko, nhà soạn nhạc, tác giả phần nhạc cho quốc ca Serbia
- Edvard Kardelj, lãnh đạo Cộng sản
- Dragotin Kette, nhà thơ
- Edvard Kocbek, nhà thơ, nhà tiểu luận và chính trị gia
- Milan Komar, triết gia
- Janez Evangelist Krek, chính trị gia
- Dragotin Lončar, tác giả, chính trị gia, sử gia
- Janez Menart, nhà thơ
- Josip Murn Aleksandrov, nhà thơ
- Lili Novy, nhà thơ
- Anton Peterlin, nhà vật lý
- Leonid Pitamic, luật gia
- Jože Plečnik, kiến trúc sư
- Rudi Šeligo, nhà văn, chính trị gia và nhà viết kịch
- Dominik Smole, nhà văn và nhà viết kịch
- Matej Sternen, họa sĩ
- Gregor Strniša, nhà thơ
- Jernej Šugman, diễn viên
- Josip Vidmar, nhà phê bình văn học
- Milan Vidmar, kỹ sư điện, người chơi cờ vua và nhà lý thuyết
- Angela Vode, chính trị gia, tác giả, nhà hoạt động nữ quyền
- Gregor Žerjav, chính trị gia
- Vitomil Zupan, nhà văn
- Oton Župančič, nhà thơ